# Battaglia di Mont Saint-Quentin
La battaglia di Mont Saint-Quentin è stato uno scontro sul fronte occidentale durante la prima guerra mondiale. Come parte delle controffensive alleate durante la grande guerra sul fronte occidentale lanciate sul finire dell'estate del 1918, i corpi australiani attraversarono il fiume della Somme la notte del 31 agosto e ruppero le linee tedesche presso Mont Saint-Quentin e Péronne. Il comandante della quarta armata britannica Henry Rawlinson descrisse l'avanzata dei militari australiani avvenuta tra il 31 agosto e il 4 settembre come uno tra i risultati più grandi della guerra. Durante la battaglia le truppe australiane riuscirono a fare irruzione, conquistare e tenere l'importantissima posizione sopraelevata del monte (dal quale si poteva osservare tutta Perónne.

## Antefatti
L'intenzione degli alleati consisteva nell'inseguire tedeschi e il più grande ostacolo era proprio Mont Saint-Quentin che, situato a proprio in prossimità di una curva della Somme, rendeva difficile il guado. Il "Mont" (alto appena 100 m) era un punto chiave della difesa tedesca presso la Somme, nonché l'ultima loro "roccaforte". Incombeva sul fiume a circa 1.5 km dalla cittadina di Perónne. La sua posizione rappresentava un ideale punto di osservazione e le truppe di stanza potevano sorvegliare le strade che portavano da nord e ovest alla cittadina.
Le forze australiane si scontrarono con il 51 Korps, che faceva parte della 2ª armata, sotto il comando del generale Max von Boehn. Secondo lo storico Charles Bean: "Gli archivi tedeschi mostrano che il 51º corpo anticipò lo scontro [...] Le linee erano disposte in modo da aumentare la profondità e le divisioni per il contrattacco erano sempre "sull'attenti". Bean dichiara che il 51º controllava la 5ª divisione bavarese, la 1ª divisione di riserva e la 119ª divisione di fanteria. Venne coinvolto nel combattimento anche il 94º reggimento di fanteria tedesco (parte del 4º corpo di riserva.

## La battaglia
L'offensiva venne pianificata dal generale John Monash. Monash architettò un assalto frontale ad alto rischio che doveva coinvolgere anche la 2ª divisione australiana al fine di attraversare una serie di acquitrini e di attaccare l'altura. Il piano fallì dal momento che le truppe non riuscivano ad attraversare le paludi. Dopo questo iniziale contrattempo, Monash, allora, decise di manovrare le sue divisioni nell'unico modo privo di conseguenze che avevano già intrapreso gli australiani sul fronte occidentale.

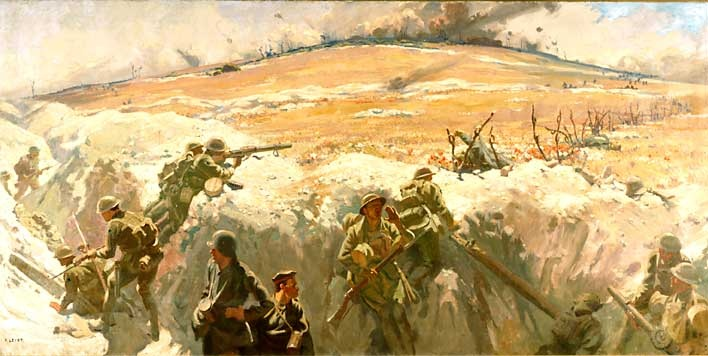
Cattura del Mont Saint-Quentin dipinto da Fred Leist (1920)

Gli australiani della 2ª divisione passarono alla riva settentrionale del fiume la sera del 30 agosto. Alle 5 del giorno seguente, aiutati dal fuoco di artiglieria, due battaglioni australiani sotto-equipaggiati, caricarono verso la sommità del Mont Saint-Quentin, con l'ordine del generale Monash di "urlare come dei forestali a cavallo". I tedeschi si arresero e gli australiani continuarono a occuparsi della trincea tedesca principale. Nelle retrovie, altri australiani riuscirono il passaggio della Somme mediante un ponte, riparato dai tecnici della divisione. Le truppe, però, sull'altura non furono in grado di mantenere il risultato ottenuto e i tedeschi riuscirono a riprendere la posizione. Tuttavia, gli australiani si ritirarono poco al di sotto della vetta e il giorno dopo l'intera altura venne riconquistata definitivamente. Quello stesso giorno, il 1º settembre 1918, le forze australiane sfondarono la linea di difesa tedesca e riuscirono a entrare a Perónne, conquistandone buona parte. Il giorno successivo era completamente in mano alleata. Lo scontro, che durò tre giorni, fece soffrire alle forze australiane 3000 vittime, ma in compenso assicurò una generale ritirata tedesca verso la linea Hindenburg.

## Conseguenze
"A posteriori", Monash ritenne che il successo fu dovuto fondamentalmente per il valore degli uomini, per la rapidità con la quale vennero eseguiti gli ordini e per la grande audacia del piano. Nel suo Australian Victories in France ("Vittorie australiane in Francia"), Monash rende omaggio al comandante della 2ª divisione, il maggior generale Charles Rosenthal, responsabile dell'operazione. Comunque Monash e i suoi collaboratori furono responsabili della concezione del progetto.
La vittoria alleata alla battaglia di Mont Saint-Quentin assestò una forte "mazzata" alle cinque divisioni tedesche, tra le quali l'elite della 2ª divisione di fanteria. La posizione sopraelevata guadagnata con questo scontro, consentì agli alleati di riuscire a raggiungere la zona ovest della linea Hindenburg, senza essere contrastati dai tedeschi (stessa posizione dalla quale questi ultimi avevano lanciato la loro offensiva nella primavera). Vennero fatti 2600 prigionieri, contro appena 3000 vittime.
I seguenti militari hanno ricevuto per il loro ruolo in battaglia la Victoria Cross:
- Albert David Lowerson, 23º battaglione, originario di Myrtleford (Victoria)
- Robert MacTier, 23º battaglione, originario di Tatura (Victoria)
- Edgar Thomas Towner, 2º battaglione con mitragliatrice, da Blackall (Queensland)

Tutti e tre appartenevano alla 2ª divisione australiana.